# لعطاطره
لعطاطره (به فرانسوی: Laatatra) یک شهرک در مراکش است که در استان سیدی بنور واقع شده‌است. لعطاطره ۱۵٬۰۴۶ نفر جمعیت دارد.